# جتیر ادواردو شال
جتیر ادواردو شال (انگلیسی: Jatyr Eduardo Schall؛ زادهٔ ۱۸ october ۱۹۳۸) بازیکن بسکتبال اهل برزیل است.
وی در مسابقات کشوری و بین‌المللی در مجموع برندهٔ ۵ مدال طلا، ۴ مدال برنز شده‌است.